# Se busca un hombre
Se busca un hombre es una telenovela mexicana producida por Genoveva Martínez para TV Azteca, emitida entre 2007 y 2008. Se trata de una historia original escrita por Martín Luna.
Protagonizada por Andrea Noli, Anette Michel (quien después pasó a ser antagonista), Vanessa Ciangherotti y Claudia Álvarez (quien dejaría la telenovela para protagonizar Bellezas indomables), y con las participaciones antagónicas de Luis Miguel Lombana, Rossana Nájera, Elvira Monsell, Erika de la Rosa, Eugenio Montessoro y Alan Ciangherotti. Además de las actuaciones especiales de Leonardo García, Mariana Ochoa, Rodolfo Arias, Fabián Mazzei y Omár Germenos.

## Sinopsis
Angélica Soler considera tener todo en la vida, es feliz al lado de su esposo, el destacado político Gonzálo Villaseñor, y de sus hijos, los mellizos Diego y Gabriela. Además de tener éxito en su propio negocio, la clínica de belleza “Angélica Style”. Sin embargo la realidad es otra, Gonzálo tiene una amorío desde hace un tiempo con Lilí, una edecán del partido al que pertenece. Con el paso de los días, Angélica nota que su esposo se comporta distante con ella, provocando que sospeche que le está siendo infiel una vez más, ya que Gonzálo la engañó dos años antes, pero lo terminó perdonando.
Por otro lado, Lilí vive con su tía Georgina, en un departamento que le regaló Gonzálo. Georgina no está de acuerdo con esa relación, ya que él es un hombre casado, pero disfruta de las comodidades materiales que el político le da a su sobrina. Lilí le ruega a Gonzálo de que deje a Angélica, él le hace falsas promesas, diciéndole que ella será la futura señora de Villaseñor, pero que debe ser paciente.
Días después, la prensa capta a Gonzálo con Lilí en una cena romántica. La noticia se convierte en un escándalo, que afecta su futura carrera como senador. Angélica se entera de la infidelidad de su esposo por los medios, sintiéndose traicionada nuevamente, y provocando la inestabilidad en su familia. Gonzálo no está dispuesto a perder a su esposa, pero sin dejar a Lilí. Mientras que Angélica está decidida a divorciarse, reforzar la relación con sus hijos, continuar su éxito profesional, y encontrar la felicidad al lado de un nuevo amor.
También está la historia de Nora, clienta de “Angélica Style”, que busca tener un hijo antes de cumplir los 40 años de edad, esta meta hace que su relación con Miguel Ángel, su prometido, se vea afectada. Independientemente de la opinión de Miguel Ángel, sus amigos, incluso de su propia madre, Nora está dispuesta a ser madre a cualquier costo, ya sea al lado de un hombre o sin él.
Por su parte, Vanessa, la mejor amiga y socia de Angélica, busca la perfección entre su carrera profesional y una vida en pareja, sin la necesidad de tener hijos, motivo por el cual se está divorciando, ya que su ahora exesposo sí quería formar una familia. Ella se muda de departamento y conoce a su nuevo vecino, Andrés, quien termina profundamente enamorado de ella, pero Vanessa no quiere una relación estable, por miedo a repetir lo vivido anteriormente.
Mientras que Loreto, masajista de la clínica de belleza, está harta de las constantes peleas de sus padres, por lo que decide irse de su casa y mudarse con Vanessa, pero a su vez, comienza a tener miedo a comprometerse con su novio, Armando. Ante la inseguridad sobre sus sentimientos, Loreto le pide a Armando un tiempo para aclarar sus dudas, y saber si él es el hombre de su vida.
Durante toda la telenovela, se retratan diferentes situaciones de mujeres que buscan a su hombre ideal, sin importar factores como el estatus social y la edad.

## Elenco
- Andrea Noli - Angélica Soler
- Anette Michel - Nora Montesinos
- Luis Miguel Lombana - Gonzálo Villaseñor
- Rossana Nájera - Lilí Olivares
- Vanessa Ciangherotti - Vanessa Martell
- Claudia Álvarez - Loreto Reigadas
- Omar Germenos - Emilio Noriega
- Leonardo García - Bruno Martell
- Ángela Fuste - Mercedes
- Elvira Monsell - Georgina Olivares
- Augusto Di Paolo - Miguel Ángel Solís
- Víctor Civeira - Julio Ramos
- Ángeles Marín - Cristina
- Rodolfo Arias - Darío Peña
- Lambda García - Diego Villaseñor Soler
- Lucía Leyba - Gabriela Villaseñor Soler
- Miri Higareda - Diana
- Rodolfo Poblete - Michel
- Mariana Ochoa - Samantha
- Heriberto Méndez - Orlando
- Héctor Parra - Aníbal
- Dora Montero - Nicolasa
- Erika de la Rosa - Tania Wilkins
- Fabián Mazzei - Fernando Neri
- Nubía Martí - Adela Martell
- Alicia Bonet - Amanda de Montesinos
- Enrique Becker - Horacio Solís
- Juan Pablo Medina - Armando
- Rodrigo Cachero - Andrés
- Lisette Cuevas - Susana
- María Fernanda Quiroz - Silvia
- Amaranta Ruiz - Blanca
- Cecilia Piñeiro - Leticia
- Aarón Beas - Rodrigo
- Alejandro Lukini - Daniel
- Eugenio Montessoro - Manuel
- María del Carmen Farías - Nana Dolores
- Gabriela Canudas - Raquel
- Karla Lorena Llanos - Regina
- Carla Carrillo -  Gloria
- Xavier Massimi - Sebastián
- Patrick Fernández - Paolo
- Coral de la Vega - Toña
- Joanydka Mariel - Cleona
- Mayté Gil - Zoila
- León Michel - Fabián
- Fernando Noriega - Ariel
- Gabriela Hassel - Sofía
- Elisa Aubry - Olga Ramos
- Alejandra Maldonado - Ana María Robles
- Jesús Ochoa - Tomás Garrido
- Fernando Sarfatti - Jean Paul
- Kenia Gazcón - Alicia
- Sergio Klainer - Pepe Alcántara
- Concepción Márquez - Elizabeth
- Cynthia Rodríguez - Fernanda
- Fernando Alonso - Alan
- Aline Hernández - Gema Robledo
- Hugo Catalán - Carmelo
- Miguel Ángel Ferriz - Alejandro Morán
- Sergio Bonilla - Alejandro Morán Jr.
- Estela Calderón - Marcela
- Elba Jiménez - Rosario
- Alan Ciangherotti - Luis
- Gerardo Acuña - Octavio
- Guillermo Iván - Iván
- Claudia Lobo - Adriana
- Guillermo Larrea - Doctor Agassi

## Idea original
Originalmente, TV Azteca planeaba hacer su propia versión de la argentina 'El amor tiene cara de mujer' cosa que ya había hecho Televisa con la versión mexicana homónima y Principessa, también se hizo una coproducción con Argentina en 1994 respectando el título original, El amor tiene cara de mujer. Pero tras la noticia de un nuevo remake nuevamente de Televisa (en este caso Palabra de mujer), la productora optó por una telenovela original que combinaría la búsqueda del príncipe azul con la política.

### TV Adicto Golden Awards
| Año  | Categoría                        | Nominados           | Resultado |
| ---- | -------------------------------- | ------------------- | --------- |
| 2008 | Mejor actriz en papel secundario | Rossana Nájera      | Ganadora  |
| 2008 | Mejor personaje masculino        | Luis Miguel Lombana | Ganador   |
| 2008 | Mejor telenovela de tv azteca    | Genoveva Martínez   | Ganadora  |

## Versiones
El formato fue versionado en 2011 para Arabia con el título de مطلوب رجال llamada internacionalmente Men Wanted, producida por MBC Drama, del grupo MBC. La versión saudí realizada sobre el formato de la telenovela mexicana será emitida en Dubái y 14 países más de la región arábiga.